# Vicious Rumors
Vicious Rumors is een Amerikaanse powermetalband, die werd opgericht in 1979 door Geoff Thorpe in Santa Rosa.

## Geschiedenis
Bij hun oprichting bestond de band uit Mark Tate, Jim Cassero, Jeff Barnacle en Walt Perkins. Hun eerste optredens hadden ze met Metallica, Mötley Crüe, Lääz Rockit en Exodus tijdens de zogenaamde Metal Mondays in de San Francisco Bay Area. Na enkele demo-opnamen, bijdragen aan metalsamplers en een serie bezettingsmutaties tekende de band een contract bij Shrapnel Records van Mike Varney.  Met Gary St. Pierre, Dave Starr, Larry Howe en de later vooral als sologitarist actieve Vinnie Moore verscheen in 1986 het debuutalbum Soldiers of the Night, dat vooral in Europa goed werd ontvangen. Moore en St. Pierre verlieten spoedig daarna de band en werden vervangen door Mark McGee en Carl Albert, waarmee de band uiteindelijk de bezetting voor de komende zeven jaar had gevonden.
Na het uitbrengen van het tweede album Digital Dictator volgde de wissel naar Atlantic Records, waar Vicious Rumors (1990), Welcome to the Ball (1991) en het in Tokio geregistreerde livealbum Plug In and Hang On (1992) verschenen. Toen Thorpe zich moest laten opereren aan beide handen en het voortbestaan van de band aan een zijden draadje hing, beëindigde Atlantic Records het contract met de band. Na zijn herstel nam Thorpe het management zelf in de hand en werkte voortaan samen met diverse kleinere labels. In 1994 verscheen dan het zesde album Word of Mouth. De voorbereidingen voor het opvolgende album Something Burning (1996) werd echter overschaduwd door het overlijden van zanger Carl Albert op 22 april 1995. Thorpe nam derhalve naast het gitaarwerk ook nog de zang voor zijn rekening op het album.
Tijdens de opvolgende jaren vonden er weer talrijke mutaties plaats. Zo was op Cyberchrist (1998) naast Thorpe alleen nog Larry Howe bij de band en aan de opnamen van Sadistic Symphony werkte deze ook niet meer mee. Bij het in 2006 uitgebrachte album Warball waren Howe en Dave Starr echter weer van de partij. Het werd ingezongen door James Rivera van Helstar, die de band echter een jaar later weer verliet. Met Razorback Killers verscheen in 2011 het tiende studioalbum van de band. Een nieuw studioalbum, Electric Punishment, werd opgenomen en uitgebracht op het SPV-label in 2013. Voor hun daaropvolgende Europese tournee keerde James Rivera tijdelijk terug om zanger Allen te vervangen. De Sloveense instrumentalist Tilen Hudrap nam het op bas over van de vertrekkende Stephen Goodwin en werd het eerste Europese lid van Vicious Rumors. Thaen Rasmussen en Bob Capka zullen in die jaren afwisselend de tweede gitaarrol vervullen. De band had in 2013 meer dan 70 shows gespeeld, waaronder verschillende metalfestivals en een pre-show optreden voor Bang Your Head !! evenement in Duitsland, met opnieuw een speciaal gastoptreden van Kevin Albert. Voor de Amerikaanse tournee van de band nam de Nederlandse zanger Nick Holleman het over als zanger. De band bleef touren in 2014: opnieuw speelden ze op de 70000 Tons of Metal-cruise (waarbij ze voor het eerst hun Digital Dictator-album in zijn geheel speelden); evenals verschillende grote Europese zomerfestivals en tal van live clubdata.
Een live-album met de titel "Live You to Death 2: American Punishment" werd uitgebracht in juni 2014, de eerste officiële release van de nieuwe VR-line-up met Europese leden Hudrap en Holleman. Live dates in Zuid-Amerika vonden plaats in december 2014, de band speelde in São Paulo, Rio de Janeiro, Rio Negrinho, Buenos Aires en Curitiba. De band begon aan nieuwe Amerikaanse en Europese tours. Op het Keep It True! Festival in Duitsland, werd Vicious Rumours opnieuw op het podium vergezeld door Keven Albert. De pre-productie voor het 12e VR-studioalbum, Concussion Protocol, begon eind 2014. De cd werd in augustus 2016 uitgebracht op SPV/Steamhammer, gevolgd door de singles "Chasing the Priest" en "Take It or Leave It", en een volledige tournee door Europa in november.
In mei 2017 kondigde de band een nieuwe line-up aan met de terugkeer van zanger Brian Allen en gitarist Gunnar DüGrey die respectievelijk Holleman en Rasmussen vervangen. Deze line-up van Vicious Rumors speelde in de zomer van 2017 verschillende live dates in Europa, evenals in de VS (Californië).
In 2018 en 2019 vierde de band het 30-jarig jubileum van Digital Dictator met een wereldtournee en een nieuwe line-up. Nick Courtney werd aangekondigd als vervanger voor de opnieuw vertrekkende Brian Allen op zang, en Cody Green trad op als bas voor Tilen Hudrap.
In het voorjaar van 2019, opnieuw op het Keep It True! Festival, hield Vicious Rumors een speciale set met gast Kevin Albert op zang. In 2020 werd een nieuw album uitgebracht, Celebration Decay, waarop zowel DuGrey als Courtney het studiodebuut zagen. Gasten op de plaat zijn Greg Christian op bas en Cody Green op gitaar, terwijl de nieuwe live bassist van de band de Zweedse Robin Utbult was.
In juli 2022 kondigde de band aan dat voormalig Metal Church-zanger Ronny Munroe zich bij de band had gevoegd.

## Bezetting
Huidige bezetting
- Geoff Thorpe (e-gitaar, sinds 1979)
- Gunnar DüGrey (e-gitaar, sinds 2013)
- Larry Howe (drums, 1986–1999, sinds 2005)
- Ronny Munroe (zang, sinds 2022)
- Robin Utbult (e-basgitaar, sinds 2022)

Voormalige leden
- Tilen Hudrap (e-basgitaar, 2013-2018)
- Brian Allen (zang, 2009-2013, 2017-2018)
- Ronnie Stixx (zang, 2007–2009)
- Dave Starr (e-basgitaar, 1985–1993, 2005–2007)
- James Rivera (zang, 2005–2007)
- Brad Gillis (e-gitaar, 2005–2007)
- Thaen Rasmussen (e-gitaar, 2006)
- Ira Black (e-gitaar, 1981, 2000–2005)
- Cornbread (e-basgitaar, 2001–2005)

- Will Carroll (drums, 2002–2005)
- Brian O'Connor (zang, 1997–1999, 2001–2005)
- Dan Lawson (drums, 2001–2002)
- Atma Anur (drums, 2000–2001)
- Morgan Thorn (zang, 2000–2001)
- Steve Smyth (e-gitaar, 1996–1999)
- Tommy Sisco (e-basgitaar, 1994–1999)
- Carl Albert (zang, 1988–1995)
- Mark McGee (e-gitaar, 1988–1995)

- Gary St. Pierre (zang, 1983–1987)
- Vinnie Moore (e-gitaar, 1985–1986)
- Chuck Moomey (e-gitaar, 1983–1985)
- Jeff Barnacle (e-basgitaar, 1980–1985)
- Don Selzer (drums, 1983–1985)
- Jim Cassero (e-gitaar, 1982–1983)
- Jim Lang (drums, 1983)
- Walt Perkins (drums, 1982–1983)
- Mark Tate (zang, 1980–1982)

## Discografie

### Studioalbums
- 1986: Soldiers of the Night
- 1988: Digital Dictator
- 1990: Vicious Rumors
- 1991: Welcome to the Ball
- 1994: Word of Mouth
- 1996: Something Burning
- 1998: Cyberchrist
- 2001: Sadistic Symphony
- 2006: Warball
- 2011: Razorback Killers
- 2013: Electric Punishment
- 2016: Concussion Protocol
- 2020: Celebration Decay
- 2022: The Atlantic Years (Boxed set)

### Live
- 1992: [Plug In and Hang On: Live in Tokyo
- 1995: A Tribute to Carl Albert
- 1996: The First Ten Years (VHS)
- 2005: Crushing the World (dvd)
- 2012: Live You To Death
- 2014: Live You To Death 2 - American Punishment
- 2018: "40th Anniversary Live in Germany"

### Ep / Single
- 1987: Digital Dictator
- 1994: The Voice (ep)
- 2013: Electric Punishment
- 2016: Take It or Leave It
- 2020: Death Eternal
- 2020: Pulse of the Dead
- 2020: Celebration Decay
- 2020: Asylum of Blood